# 肯尼斯·斯塔尔
肯尼斯·温斯顿·斯塔尔（Kenneth Winston Starr，1946年7月21日—2022年9月13日）是一位美国律师和法官。1983年至1989年期間，肯尼斯·斯塔尔担任美国哥伦比亚特区联邦巡回上诉法院上诉法官，并于1989年至1993年期間担任美国总检察长。他是斯塔爾報告的作者，這一報告最終觸發了比尔·克林顿弹劾案。白水事件期間，他還負責對对克林顿政府成员展開一系列调查。  
後來斯塔尔担任佩珀代因大學法學院院长。2010年6月至2016 年5月期間担任貝勒大學校監。2016年5月26日，由於斯塔尔未能妥善處理贝勒大学性侵丑闻，其任期於當年的5月31日结束。 2016年8月19日，斯塔尔宣布他不再是贝勒法学院的终身教授，此後斯塔尔與貝勒大學徹底一刀兩斷。
2020年1月17日，斯塔尔加入唐納·川普的法律團隊，該法律團隊主要應對唐纳德·特朗普第一次弹劾审判。
2022年9月13日，肯尼斯·斯塔尔因手术并发症去世，享年76岁。